# Museo di storia naturale di Görlitz
Il museo di storia naturale di Görlitz (in tedesco Senckenberg Museum für Naturkunde Görlitz) si trova a Görlitz, città nello stato federale della Sassonia in Germania in un palazzo considerato monumento culturale tutelato ed è stato fondato nel 1860.

## Storia

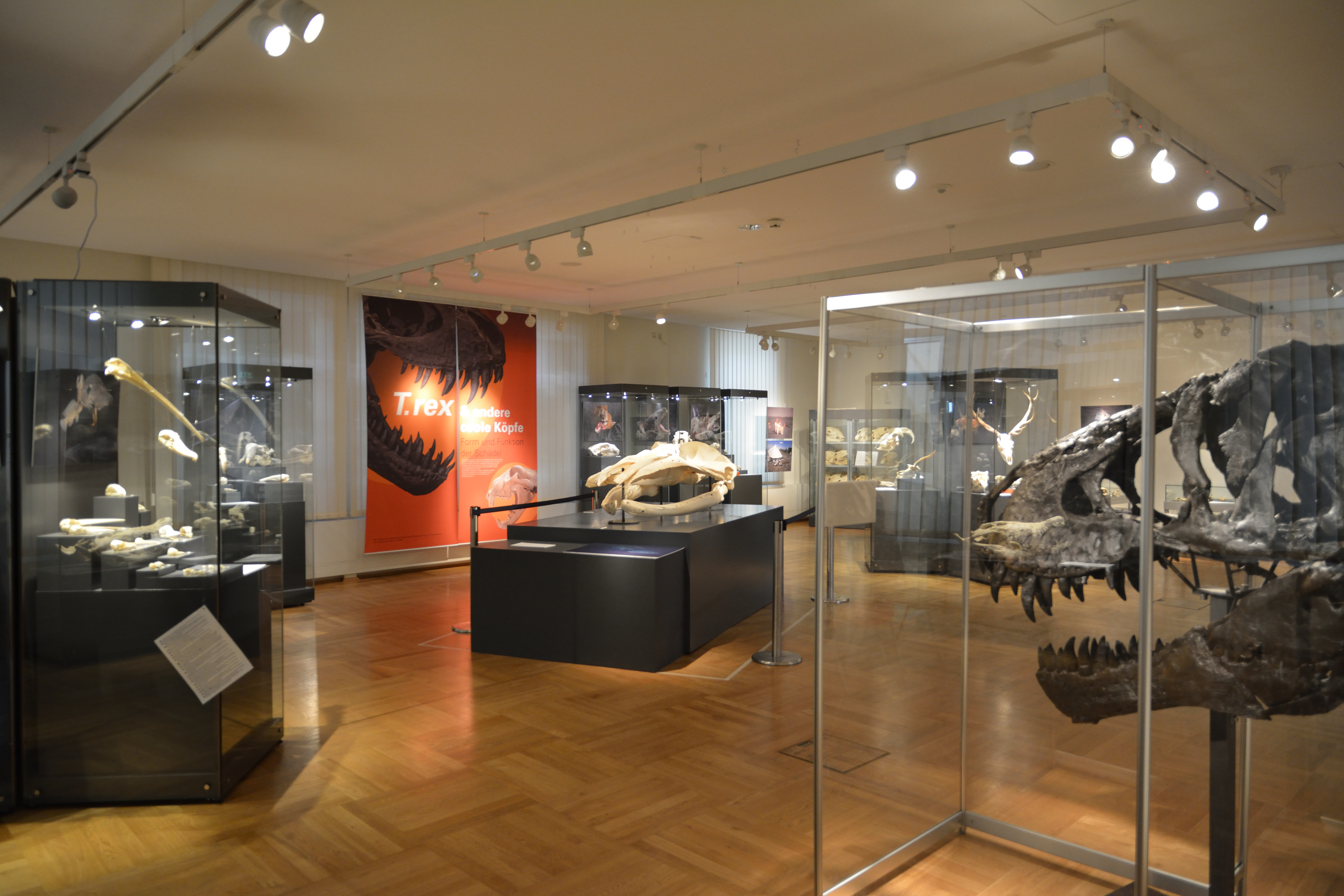
sala espositiva

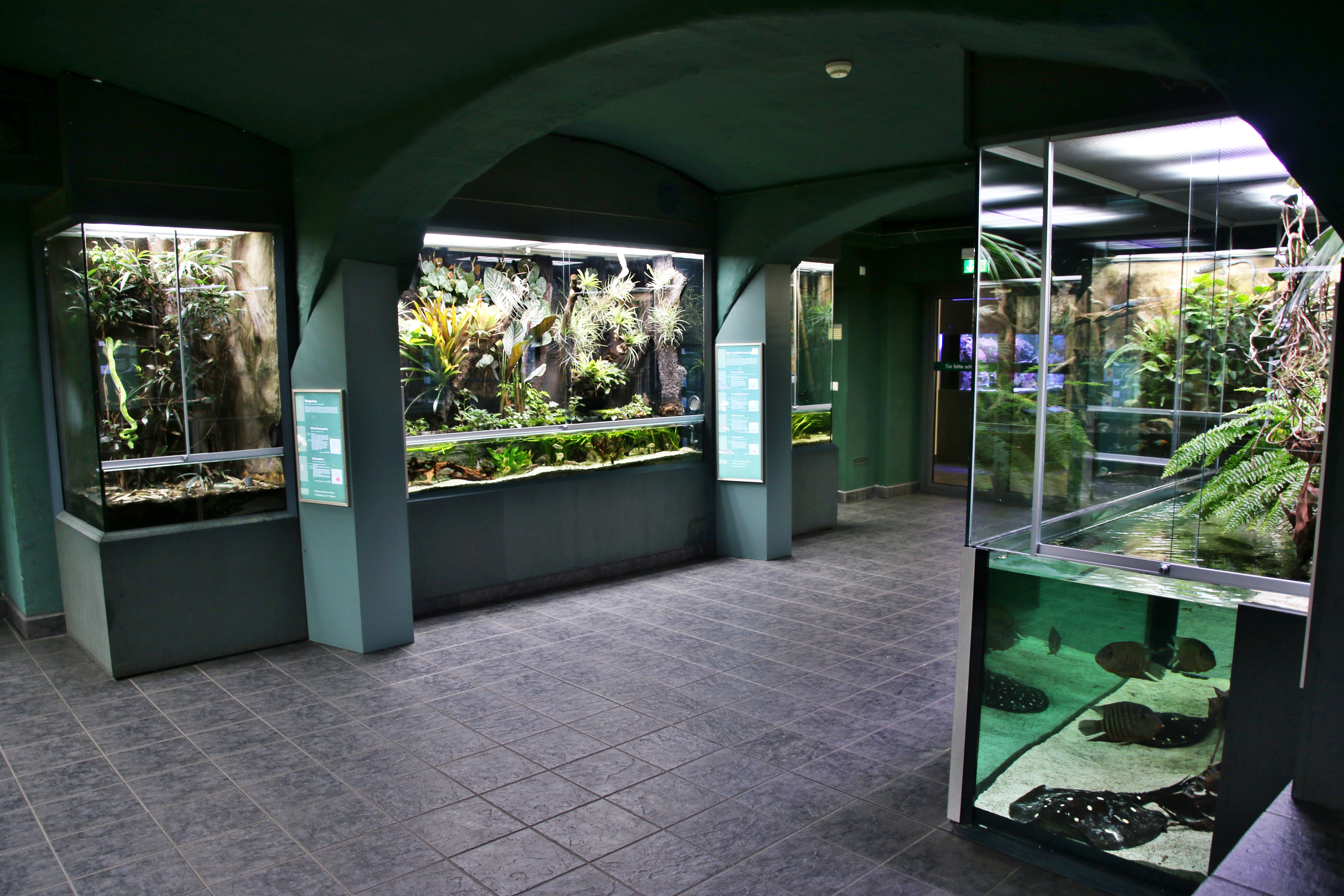
Sala con terrari ed acquari

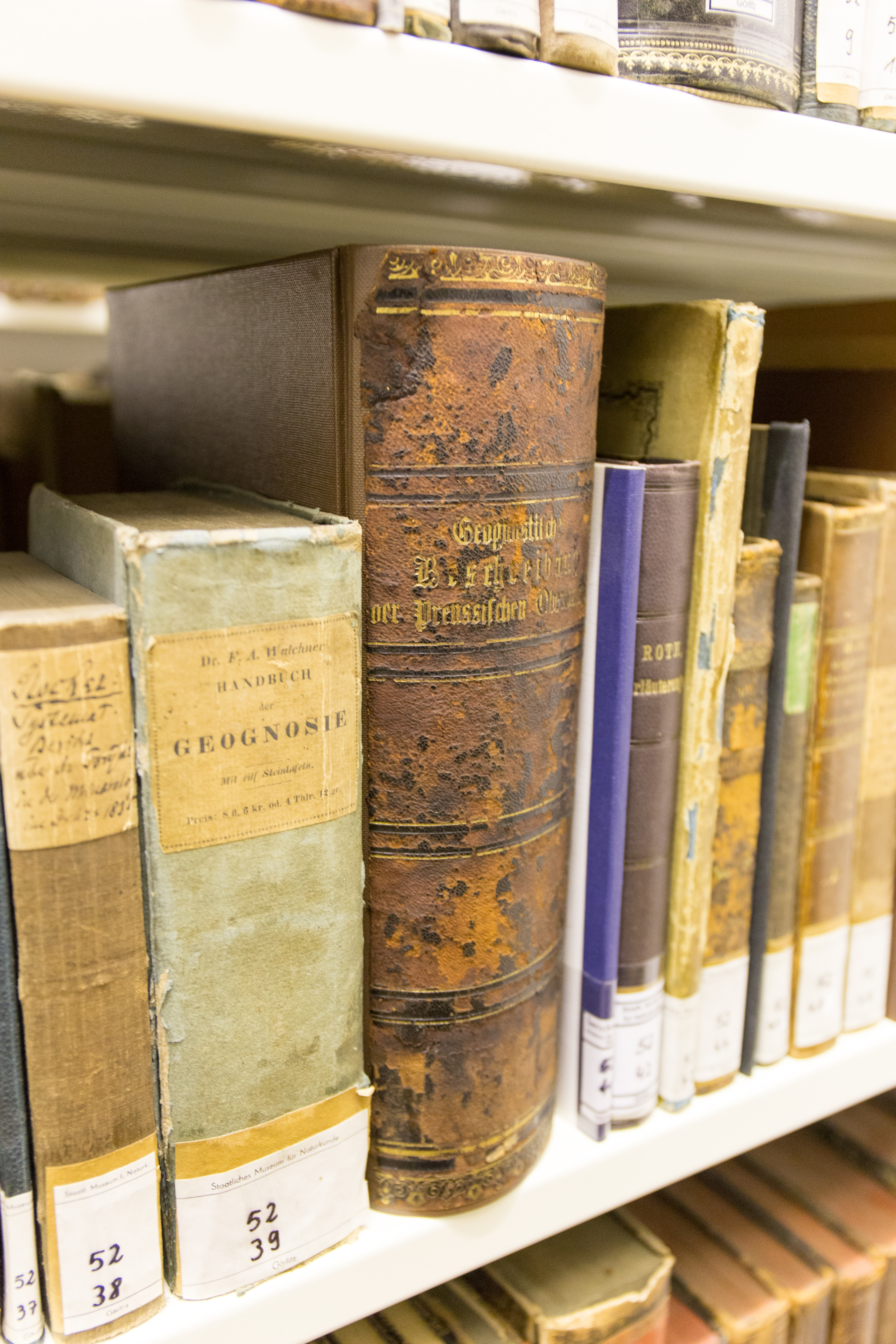
Particolare della biblioteca museale

L'interesse per la natura ha una lunga tradizione nella città di Görlitz che con i suoi cittadini più illustri iniziò indagini e studi sino dal 1811 con la fondazione della Naturforschende Gesellschaft zu Görlitz. Nel 1860 fu completato il proprio edificio museale e la struttura venne aperta, diventando così uno dei più antichi musei di storia naturale accessibili al pubblico della Germania. In origine fu Museo statale sassone sino a diventare uno dei numerosi istituti della Società Senckenberg per la ricerca naturale e quindi membro dell'Associazione Leibniz.

## Descrizione
Il museo  si trova a Görlitz, città nello stato federale della Sassonia in Germania. Il complesso museale comprende le numerose sale espositive, gli archivi non aperti al pubblico e un'importante biblioteca dedicata.  
La parte espositiva che mostra la natura dell'Alta Lusazia prevede la ricostruzione di habitat naturali del territorio con animali e piante tipici ed caratterizzata dalle diverse aree paesaggistiche: il paesaggio delle brughiere e degli stagni dell'Alta Lusazia a nord, le colline della Lusazia e le montagne al Sud. La diversità delle specie è illustrata nei diorami degli habitat tipici e dei loro animali e piante. Vengono mostrate ad esempio le tane di lupi e lontre. Attorno ad un grande stagno vivono carpe, topi raccoglitori, gechi, varani e molti altri animali. La sezione di geologia racconta la presenza in passato di vulcani in Sassonia e la formazione dei fossili che ci sono pervenuti. Si risale a 600 milioni di anni fa con le rocce più antiche della Lusazia, originariamente un fondale marino. Sono esposti il granito e la granodiorite lusaziani e i più antichi fossili dell'Europa centrale come i trilobiti del Cambriano inferiore. Fossili del periodo terziario e quaternario sono stati recuperati dalla miniera a cielo aperto di Berzdorf, con testimonianze vegetali dell'era della lignite e resti di grandi vertebrati dell'era glaciale come rinoceronti lanosi, cavalli selvaggi, mammut e uro.
Sono poi illustrate le foreste pluviali tropicali con la loro enorme biodiversità, con gli animali grandi e piccoli. Molti degli esemplari qui conservati risalgono al XIX secolo e sono stati donati al  museo da cittadini di Görlitz che vivevano all'estero o sono stati acquistati dalla società di ricerca naturale di Görlitz. Negli archivi non aperti al pubblico vengono conervati circa 6.000.000 di reperti. Sono ciclicamente aperte inoltre mostre temporanee su temi diversi. La biblioteca di scienze naturali del museo contiene 153.000 articoli.
Il museo è parte della Società Senckenberg per la ricerca naturale, fondata nel 1817 ed uno dei più importanti istituti di ricerca nel campo della biodiversità che possiede undici sedi in tutta la Germania. La sede centrale si trova a Francoforte sul Meno. Tra le principali finalità della società c'è quella di condurre ricerche sulla natura e rendere accessibili al grande pubblico tali risultati attraverso la pubblicazione di suoi testi, la didattica e la gestione dei suoi musei. La società sponsorizza sette istituti di ricerca Senckenberg e tre musei di storia naturale, tra i quali questo museo.